# Qualificazioni al campionato europeo maschile di pallamano 2014

## Regolamento
Si sono iscritte 39 squadre. La Danimarca è qualificata automaticamente come nazione organizzatrice e detentrice del titolo. Le altre 38 competono per i 15 posti rimasti in due diverse fasi di qualificazione.

Le squadre qualificate al Campionato mondiale maschile di pallamano 2013 e al play-off di qualificazione sono ammesse direttamente alla seconda fase.

Le 16 squadre che partecipano alla prima fase sono divise in quattro gironi di quattro squadre ciascuno. Le prime di ogni girone e le due migliori seconde si qualificano per la seconda fase.

La seconda fase prevede sette gruppi di quattro squadre ciascuna. Si qualificheranno alla fase finale le prime due classificate di ogni girone e la migliore terza, calcolata escludendo i risultati ottenuti contro l'ultima del girone.

## Prima fase

### Girone 1
| Squadra     | Punti | G | V | N | P | GF | GS | DR  |
| ----------- | ----- | - | - | - | - | -- | -- | --- |
| Ucraina     | 6     | 3 | 3 | 0 | 0 | 94 | 70 | +24 |
| Cipro       | 2     | 3 | 1 | 0 | 2 | 63 | 84 | -21 |
| Finlandia   | 2     | 3 | 1 | 0 | 2 | 73 | 69 | +4  |
| Lussemburgo | 2     | 3 | 1 | 0 | 2 | 70 | 77 | -7  |

| Nicosia 8 giugno 2012, ore 17:00 UTC+2 | Ucraina | 30 – 24 (15-13) | Finlandia | University of Cyprus Athletic Center |

| Nicosia 8 giugno 2012, ore 19:30 UTC+2 | Cipro | 27 – 21 (8-10) | Lussemburgo | University of Cyprus Athletic Center |

| Nicosia 9 giugno 2012, ore 16:00 UTC+2 | Lussemburgo | 24 – 27 (7-20) | Ucraina | University of Cyprus Athletic Center |

| Nicosia 9 giugno 2012, ore 18:30 UTC+2 | Finlandia | 26 – 14 (11-6) | Cipro | University of Cyprus Athletic Center |

| Nicosia 10 giugno 2012, ore 16:00 UTC+2 | Finlandia | 23 – 25 (8-14) | Lussemburgo | University of Cyprus Athletic Center |

| Nicosia 10 giugno 2012, ore 18:30 UTC+2 | Ucraina | 37 – 22 (20-10) | Cipro | University of Cyprus Athletic Center |

### Girone 2
| Squadra       | Punti | G | V | N | P | GF | GS  | DR  |
| ------------- | ----- | - | - | - | - | -- | --- | --- |
| Svizzera      | 5     | 3 | 2 | 1 | 0 | 84 | 64  | +20 |
| Italia        | 4     | 3 | 1 | 2 | 0 | 81 | 78  | +3  |
| Grecia        | 3     | 3 | 1 | 1 | 1 | 88 | 86  | +2  |
| Gran Bretagna | 0     | 3 | 0 | 0 | 3 | 77 | 102 | -25 |

| Bari 8 giugno 2012, ore 17:45 UTC+2 | Svizzera | 38 – 21 (16-12) | Gran Bretagna | Palaflorio |

| Bari 8 giugno 2012, ore 20:00 UTC+2 | Grecia | 31 – 31 (16-12) | Italia | Palaflorio |

| Bari 9 giugno 2012, ore 17:45 UTC+2 | Gran Bretagna | 30 – 35 (13-21) | Grecia | Palaflorio |

| Bari 9 giugno 2012, ore 20:00 UTC+2 | Italia | 21 – 21 (10-10) | Svizzera | Palaflorio |

| Bari 10 giugno 2012, ore 18:00 UTC+2 | Grecia | 22 – 25 (11-11) | Svizzera | Palaflorio |

| Bari 10 giugno 2012, ore 20:30 UTC+2 | Italia | 29 – 26 (14-11) | Gran Bretagna | Palaflorio |

### Girone 3
| Squadra | Punti | G | V | N | P | GF  | GS  | DR  |
| ------- | ----- | - | - | - | - | --- | --- | --- |
| Romania | 6     | 3 | 3 | 0 | 0 | 100 | 55  | +45 |
| Israele | 4     | 3 | 2 | 0 | 1 | 105 | 64  | +41 |
| Belgio  | 2     | 3 | 1 | 0 | 2 | 87  | 77  | +10 |
| Irlanda | 3     | 3 | 0 | 0 | 3 | 32  | 128 | -96 |

| Rishon LeZion 8 giugno 2012, ore 16:00 UTC+3 | Israele | 49 – 10 (25-6) | Irlanda | Beit Maccabi Sport Centre |

| Rishon LeZion 8 giugno 2012, ore 18:15 UTC+3 | Romania | 35 – 19 (14-9) | Belgio | Beit Maccabi Sport Centre |

| Rishon LeZion 9 giugno 2012, ore 17:30 UTC+3 | Irlanda | 11 – 39 (6-18) | Romania | Beit Maccabi Sport Centre |

| Rishon LeZion 9 giugno 2012, ore 20:00 UTC+3 | Belgio | 28 – 31 (14-19) | Israele | Beit Maccabi Sport Centre |

| Rishon LeZion 10 giugno 2012, ore 15:30 UTC+3 | Belgio | 40 – 11 (18-7) | Irlanda | Beit Maccabi Sport Centre |

| Rishon LeZion 10 giugno 2012, ore 18:00 UTC+3 | Romania | 26 – 25 (10-12) | Israele | Beit Maccabi Sport Centre |

### Girone 4
| Squadra  | Punti | G | V | N | P | GF  | GS  | DR  |
| -------- | ----- | - | - | - | - | --- | --- | --- |
| Turchia  | 5     | 3 | 2 | 1 | 0 | 96  | 72  | +24 |
| Lettonia | 4     | 3 | 1 | 2 | 0 | 83  | 57  | +26 |
| Estonia  | 3     | 3 | 1 | 1 | 1 | 118 | 85  | +33 |
| Malta    | 0     | 3 | 0 | 0 | 3 | 46  | 129 | -83 |

| Mersin 8 giugno 2012, ore 17:00 UTC+3 | Lettonia | 36 – 10 (17-4) | Malta | Edip Burhan Spor Salonu |

| Mersin 8 giugno 2012, ore 19:00 UTC+3 | Estonia | 35 – 39 (14-21) | Turchia | Edip Burhan Spor Salonu |

| Mersin 9 giugno 2012, ore 17:00 UTC+3 | Malta | 19 – 56 (8-27) | Estonia | Edip Burhan Spor Salonu |

| Mersin 9 giugno 2012, ore 19:00 UTC+3 | Turchia | 20 – 20 (11-8) | Lettonia | Edip Burhan Spor Salonu |

| Mersin 10 giugno 2012, ore 17:00 UTC+3 | Estonia | 27 – 27 (12-13) | Lettonia | Edip Burhan Spor Salonu |

| Mersin 10 giugno 2012, ore 19:00 UTC+3 | Turchia | 37 – 17 (19-8) | Malta | Edip Burhan Spor Salonu |

## Seconda fase

### Girone 1
| Squadra    | Punti | G | V | N | P | GF  | GS  | DR  |
| ---------- | ----- | - | - | - | - | --- | --- | --- |
| Spagna     | 12    | 6 | 6 | 0 | 0 | 179 | 115 | +64 |
| Macedonia  | 6     | 6 | 3 | 0 | 3 | 142 | 150 | -8  |
| Portogallo | 5     | 6 | 2 | 1 | 3 | 147 | 166 | -19 |
| Svizzera   | 1     | 6 | 0 | 1 | 5 | 135 | 172 | -37 |

| Skopje 31 ottobre 2012, ore 20:00 UTC+1 | Macedonia | 30 – 24 (17-9) | Svizzera | Sala Boris Trajkovski |

| Siviglia 1º novembre 2012, ore 12:30 UTC+1 | Spagna | 34 – 20 (16-9) | Portogallo | Centro Deportivo San Pablo |

| Sciaffusa 4 novembre 2012, ore 16:00 UTC+1 | Svizzera | 22 – 33 (8-14) | Spagna | BBC Arena |

| Espinho 4 novembre 2012, ore 17:00 UTC | Portogallo | 32 – 25 (18-13) | Macedonia | Nave Polivalente |

| Skopje 3 aprile 2013, ore 17:45 UTC+2 | Macedonia | 17 – 24 (7-13) | Spagna | Sala Boris Trajkovski |

| San Gallo 4 aprile 2013, ore 19:30 UTC+2 | Svizzera | 26 – 26 (13-15) | Portogallo | Sporthalle Kreuzbleiche |

| Guadalajara 7 aprile 2013, ore 12:30 UTC+2 | Spagna | 29 – 17 (12-8) | Macedonia | Palacio Multiusos de Guadalajara |

| Santo Tirso 7 aprile 2013, ore 17:00 UTC+1 | Portogallo | 27 – 25 (14-14) | Svizzera | Pavilhão Desportivo Municipal |

| Zurigo 12 giugno 2013, ore 20:00 UTC+2 | Svizzera | 22 – 27 (11-12) | Macedonia | Saalsporthalle |

| Guimarães 12 giugno 2013, ore 21:30 UTC+1 | Portogallo | 23 – 30 (12-14) | Spagna | Multiusos de Guimarães |

| León 16 giugno 2013, ore 13:00 UTC+2 | Spagna | 29 – 16 (13-6) | Svizzera | Palacio de los Deportes |

| Skopje 16 giugno 2013, ore 20:30 UTC+2 | Macedonia | 26 – 19 (14-10) | Portogallo | Sala Boris Trajkovski |

### Girone 2
| Squadra    | Punti | G | V | N | P | GF  | GS  | DR  |
| ---------- | ----- | - | - | - | - | --- | --- | --- |
| Rep. Ceca  | 8     | 6 | 4 | 0 | 2 | 156 | 144 | +12 |
| Montenegro | 8     | 6 | 4 | 0 | 1 | 160 | 160 | 0   |
| Germania   | 6     | 6 | 3 | 0 | 3 | 170 | 151 | +19 |
| Israele    | 2     | 6 | 1 | 0 | 5 | 148 | 179 | -31 |

| Zlín 31 ottobre 2012, ore 18:00 UTC+1 | Rep. Ceca | 27 – 22 (14-10) | Israele | Euronics Hala |

| Mannheim 1º novembre 2012, ore 19:00 UTC+1 | Germania | 27 – 31 (11-17) | Montenegro | SAP Arena |

| Antivari 4 novembre 2012, ore 17:00 UTC+1 | Montenegro | 23 – 22 (12-13) | Rep. Ceca | Sportsko-rekreativni centar Topolica |

| Rishon LeZion 4 novembre 2012, ore 19:45 UTC+2 | Israele | 27 – 30 (14-13) | Germania | Municipal Hall Gan Nahum |

| Podgorica 3 aprile 2013, ore 18:00 UTC+2 | Montenegro | 29 – 28 (12-15) | Israele | Sportski centar Morača |

| Brno 4 aprile 2013, ore 17:00 UTC+2 | Rep. Ceca | 24 – 22 (10-10) | Germania | Městská hala míčových sportů |

| Rishon LeZion 6 aprile 2013, ore 19:45 UTC+3 | Israele | 28 – 25 (11-12) | Montenegro | Beit Maccabi |

| Halle 7 aprile 2013, ore 14:20 UTC+2 | Germania | 28 – 23 (15-12) | Rep. Ceca | Gerry Weber Stadion |

| Rishon LeZion 12 giugno 2013, ore 19:45 UTC+3 | Israele | 24 – 30 (11-13) | Rep. Ceca | Beit Maccabi |

| Podgorica 12 giugno 2013, ore 20:00 UTC+2 | Montenegro | 27 – 25 (13-11) | Germania | Sportski centar Morača |

| Aschaffenburg 15 giugno 2013, ore 14:00 UTC+2 | Germania | 38 – 19 (21-12) | Israele | Frankenstolz Arena |

| Brno 15 giugno 2013, ore 14:00 UTC+2 | Rep. Ceca | 30 – 25 (16-9) | Montenegro | Městská hala míčových sportů |

### Girone 3
| Squadra  | Punti | G | V | N | P | GF  | GS  | DR  |
| -------- | ----- | - | - | - | - | --- | --- | --- |
| Francia  | 12    | 6 | 6 | 0 | 0 | 177 | 134 | +43 |
| Norvegia | 8     | 6 | 4 | 0 | 2 | 185 | 154 | +31 |
| Lituania | 2     | 6 | 1 | 0 | 5 | 145 | 164 | -19 |
| Turchia  | 2     | 6 | 1 | 0 | 5 | 136 | 191 | -65 |

| Stjørdal 31 ottobre 2012, ore 19:10 UTC+1 | Norvegia | 41 – 23 (18-12) | Turchia | Stjørdalshallen |

| Rouen 1º novembre 2012, ore 19:00 UTC+1 | Francia | 27 – 18 (14-11) | Lituania | Kindarena |

| Kaunas 4 novembre 2012, ore 16:15 UTC+2 | Lituania | 21 – 28 (8-15) | Norvegia | Kauno sporto halė |

| Mersin 4 novembre 2012, ore 19:00 UTC+2 | Turchia | 20 – 33 (7-17) | Francia | Edip Burhan Spor Salonu |

| Ankara 3 aprile 2013, ore 18:00 UTC+3 | Turchia | 27 – 26 (12-11) | Lituania | THF Spor Salonu |

| Stavanger 3 aprile 2013, ore 19:10 UTC+2 | Norvegia | 22 – 29 (12-12) | Francia | Stavanger Idrettshall |

| Nancy 6 aprile 2013, ore 18:30 UTC+2 | Francia | 32 – 28 (17-12) | Norvegia | Palais des sports Jean-Weille |

| Vilnius 7 aprile 2013, ore 16:15 UTC+3 | Lituania | 28 – 23 (17-13) | Turchia | Siemens Arena |

| Vilnius 12 giugno 2013, ore 18:45 UTC+3 | Lituania | 23 – 25 (13-14) | Francia | Siemens Arena |

| Adana 12 giugno 2013, ore 19:00 UTC+3 | Turchia | 20 – 32 (13-13) | Norvegia | Yüreğir Serinevler Spor |

| Clermont-Ferrand 15 giugno 2013, ore 15:00 UTC+2 | Francia | 31 – 23 (17-10) | Turchia | Maison des Sports de Clermont-Ferrand |

| Arendal 15 giugno 2013, ore 19:10 UTC+2 | Norvegia | 34 – 29 (22-15) | Lituania | Sør Arena |

### Girone 4
| Squadra    | Punti | G | V | N | P | GF  | GS  | DR  |
| ---------- | ----- | - | - | - | - | --- | --- | --- |
| Croazia    | 10    | 6 | 5 | 0 | 1 | 161 | 135 | +26 |
| Ungheria   | 7     | 6 | 3 | 1 | 2 | 161 | 153 | +8  |
| Slovacchia | 4     | 6 | 2 | 0 | 4 | 148 | 168 | -20 |
| Lettonia   | 3     | 6 | 1 | 1 | 4 | 150 | 164 | -14 |

| Osijek 31 ottobre 2012, ore 18:00 UTC+1 | Croazia | 25 – 21 (13-8) | Slovacchia | Dvorana Gradski vrt |

| Gyöngyös 31 ottobre 2012, ore 19:00 UTC+1 | Ungheria | 32 – 25 (18-14) | Lettonia | Gyöngyösi Varosi Sportcsarnok |

| Dobele 3 novembre 2012, ore 19:05 UTC+2 | Lettonia | 23 – 30 (12-19) | Croazia | Sports Center Dobele |

| Prešov 4 novembre 2012, ore 17:00 UTC+1 | Slovacchia | 24 – 28 (12-13) | Ungheria | City Hall Prešov |

| Dobele 3 aprile 2013, ore 19:05 UTC+3 | Lettonia | 28 – 24 (14-9) | Slovacchia | Dobeles sporta centrs |

| Veszprém 4 aprile 2013, ore 20:25 UTC+2 | Ungheria | 20 – 18 (8-7) | Croazia | Veszprém Aréna |

| Zagabria 6 aprile 2013, ore 18:30 UTC+2 | Croazia | 30 – 26 (15-9) | Ungheria | Arena Zagreb |

| Považská Bystrica 7 aprile 2013, ore 17:30 UTC+2 | Slovacchia | 27 – 25 (12-14) | Lettonia | Športová hala Považská Bystrica |

| Dobele 12 giugno 2013, ore 19:05 UTC+3 | Lettonia | 25 – 25 (12-11) | Ungheria | Sports Center Dobele |

| Bratislava 12 giugno 2013, ore 20:30 UTC+2 | Slovacchia | 21 – 32 (11-21) | Croazia | Hant Arena |

| Umago 15 giugno 2013, ore 18:00 UTC+2 | Croazia | 26 – 24 (17-13) | Lettonia | Sporthall Umag |

| Seghedino 15 giugno 2013, ore 19:00 UTC+2 | Ungheria | 30 – 31 (16-15) | Slovacchia | Városi Sportcsarnok |

### Girone 5
| Squadra     | Punti | G | V | N | P | GF  | GS  | DR  |
| ----------- | ----- | - | - | - | - | --- | --- | --- |
| Svezia      | 10    | 6 | 5 | 0 | 1 | 174 | 141 | +33 |
| Polonia     | 10    | 6 | 5 | 0 | 1 | 162 | 133 | +29 |
| Paesi Bassi | 2     | 6 | 1 | 0 | 5 | 150 | 181 | -31 |
| Ucraina     | 2     | 6 | 1 | 0 | 5 | 137 | 158 | -21 |

| Płock 31 ottobre 2012, ore 18:00 UTC+1 | Polonia | 33 – 22 (16-8) | Paesi Bassi | Orlen Arena |

| Lund 1º novembre 2012, ore 19:15 UTC+1 | Svezia | 27 – 23 (14-11) | Ucraina | Färs & Frosta Sparbank Arena |

| Almere 3 novembre 2012, ore 19:30 UTC+1 | Paesi Bassi | 31 – 33 (15-17) | Svezia | Topsportcentrum Almere |

| Zaporižžja 4 novembre 2012, ore 17:00 UTC+2 | Ucraina | 20 – 29 (11-17) | Polonia | Dvorec Sporta Junost |

| Kiev 2 aprile 2013, ore 19:00 UTC+3 | Ucraina | 28 – 24 (16-10) | Paesi Bassi | Kyïvs'kyj Palac Sportu |

| Malmö 4 aprile 2013, ore 19:10 UTC+2 | Svezia | 28 – 21 (12-11) | Polonia | Malmö Arena |

| Almere 7 aprile 2013, ore 14:00 UTC+2 | Paesi Bassi | 27 – 23 (13-10) | Ucraina | Topsportcentrum Almere |

| Danzica 7 aprile 2013, ore 20:00 UTC+2 | Polonia | 22 – 18 (12-10) | Svezia | Ergo Arena |

| Kiev 12 giugno 2013, ore 19:00 UTC+3 | Ucraina | 21 – 34 (7-16) | Svezia | Kyïvs'kyj Palac Sportu |

| Almere 12 giugno 2013, ore 19:30 UTC+2 | Paesi Bassi | 23 – 30 (11-13) | Polonia | Topsportcentrum Almere |

| Alingsås 16 giugno 2013, ore 18:15 UTC+2 | Svezia | 34 – 23 (15-10) | Paesi Bassi | Estrad Alingsås |

| Zielona Góra 16 giugno 2013, ore 20:00 UTC+2 | Polonia | 27 – 22 (13-7) | Ucraina | CRS Hall |

### Girone 6
| Squadra     | Punti | G | V | N | P | GF  | GS  | DR  |
| ----------- | ----- | - | - | - | - | --- | --- | --- |
| Islanda     | 10    | 6 | 5 | 0 | 1 | 197 | 176 | +19 |
| Bielorussia | 9     | 6 | 4 | 1 | 1 | 189 | 180 | +9  |
| Slovenia    | 5     | 6 | 2 | 1 | 3 | 192 | 179 | +13 |
| Romania     | 0     | 6 | 0 | 0 | 6 | 161 | 204 | -43 |

| Reykjavík 31 ottobre 2012, ore 19:30 UTC | Islanda | 36 – 28 (17-13) | Bielorussia | Laugardalshöll |

| Capodistria 31 ottobre 2012, ore 20:15 UTC+1 | Slovenia | 34 – 26 (16-13) | Romania | Športna Dvorana Bonifika |

| Minsk 4 novembre 2012, ore 14:00 UTC+3 | Bielorussia | 32 – 32 (16-14) | Slovenia | Minski Palac Sportu |

| Piatra Neamț 4 novembre 2012, ore 16:00 UTC+2 | Romania | 30 – 37 (18-19) | Islanda | Sala Polivalentă Piatra Neamț |

| Piatra Neamț 3 aprile 2013, ore 18:00 UTC+3 | Romania | 31 – 34 (13-18) | Bielorussia | Sala Polivalentă Piatra Neamț |

| Maribor 3 aprile 2013, ore 20:15 UTC+2 | Slovenia | 28 – 29 (13-9) | Islanda | Dvorana Tabor |

| Minsk 7 aprile 2013, ore 15:00 UTC+3 | Bielorussia | 31 – 25 (17-14) | Romania | Minski Palac Sportu |

| Reykjavík 7 aprile 2013, ore 18:00 UTC | Islanda | 35 – 34 (15-18) | Slovenia | Laugardalshöll |

| Minsk 12 giugno 2013, ore 18:00 UTC+3 | Bielorussia | 29 – 23 (16-10) | Islanda | Minski Palac Sportu |

| Bucarest 12 giugno 2013, ore 18:00 UTC+3 | Romania | 22 – 31 (11-14) | Slovenia | Sala Polivalentă din București |

| Lubiana 16 giugno 2013, ore 18:00 UTC+2 | Slovenia | 33 – 35 (17-18) | Bielorussia | Arena Stožice |

| Reykjavík 16 giugno 2013, ore 19:45 UTC | Islanda | 37 – 27 (14-15) | Romania | Laugardalshöll |

### Girone 7
| Squadra              | Punti | G | V | N | P | GF  | GS  | DR  |
| -------------------- | ----- | - | - | - | - | --- | --- | --- |
| Serbia               | 9     | 6 | 4 | 1 | 1 | 171 | 162 | +9  |
| Austria              | 8     | 6 | 3 | 2 | 1 | 185 | 173 | +12 |
| Russia               | 6     | 6 | 3 | 0 | 3 | 178 | 167 | +11 |
| Bosnia ed Erzegovina | 1     | 6 | 0 | 1 | 5 | 143 | 175 | -32 |

| Linz 31 ottobre 2012, ore 20:25 UTC+1 | Austria | 35 – 24 (18-7) | Bosnia ed Erzegovina | Stadt- und Sporthalle |

| Niš 31 ottobre 2012, ore 20:30 UTC+1 | Serbia | 30 – 29 (15-12) | Russia | Hala Čair |

| Sarajevo 4 novembre 2012, ore 17:00 UTC+1 | Bosnia ed Erzegovina | 21 – 24 (12-8) | Serbia | Dvorana Mirza Delibašić |

| Perm' 4 novembre 2012, ore 17:00 UTC+6 | Russia | 38 – 31 (19-12) | Austria | SC V.P. Suchareva |

| Graz 3 aprile 2013, ore 20:25 UTC+2 | Austria | 31 – 28 (16-17) | Serbia | Messehalle |

| Visoko 4 aprile 2013, ore 17:00 UTC+2 | Bosnia ed Erzegovina | 23 – 32 (13-17) | Russia | Kulturno Sportski Centar Mladost |

| Krasnodar 7 aprile 2013, ore 16:00 UTC+4 | Russia | 26 – 24 (10-11) | Bosnia ed Erzegovina | Olimp |

| Zrenjanin 7 aprile 2013, ore 18:30 UTC+2 | Serbia | 30 – 30 (16-14) | Austria | Kristalna Dvorana |

| Astrachan' 12 giugno 2013, ore 18:00 UTC+4 | Russia | 28 – 29 (11-17) | Serbia | Sport Kompleks Zvezdnij |

| Visoko 13 giugno 2013, ore 17:00 UTC+2 | Bosnia ed Erzegovina | 28 – 28 (15-13) | Austria | Kulturno Sportski Centar Mladost |

| Niš 16 giugno 2013, ore 19:00 UTC+2 | Serbia | 30 – 23 (13-12) | Bosnia ed Erzegovina | Hala Čair |

| Innsbruck 16 giugno 2013, ore 19:15 UTC+2 | Austria | 30 – 25 (12-12) | Russia | OlympiaWorld |